# Colasposoma abdominale
Colasposoma abdominale é uma espécie de escaravelho de folha da Botsuana e a República Democrática do Congo. Foi primeiro descrito do Lago Ngami por Joseph Açúcar Baly em 1864. A suas faixas de comprimento são de 7.5 a 11 mm.